# Aéroport de Shizuoka
Pour les articles homonymes, voir FSZ.
L'Aéroport de Shizuoka (静岡空港, Shizuoka kūkō), (code IATA : FSZ • code OACI : RJNS) aussi appelé Aéroport du Mont Fuji Shizuoka, est situé dans la préfecture de Shizuoka au Japon. Ouvert le 4 juin 2009, il propose des vols intérieurs vers Sapporo, Fukuoka, Naha (Okinawa), Komatsu, Kumamoto, et Kagoshima ainsi que vols internationaux vers Ningbo, Séoul et Shanghai.

## Situation

### Carte des 50 principaux aéroports du Japon
| Akita Amami Aomori Asahikawa Chūbu Fukuoka Fukushima Hakodate Hanamaki Hiroshima Ibaraki Ishigaki Izumo Kagoshima Kansai Kitakyushu Kobe Kōchi Komatsu Kumamoto Kumejima Kushiro Iwakuni Matsuyama Memanbetsu Miho-Yonago Misawa Miyako Miyazaki Nagasaki Nagoya Naha Tokyo · Narita Niigata Ōita Okayama Osaka Saga Sendai Shin-Chitose Shizuoka Shonai Takamatsu Tokachi-Obihiro Tokushima Tokyo · Haneda Tottori Toyama Tsushima Yamaguchi Ube |

## Compagnies aériennes et destinations
| Compagnies                             | Destinations                                                |
| -------------------------------------- | ----------------------------------------------------------- |
| Air Seoul                              | Séoul-Incheon                                               |
| All Nippon Airways                     | Okinawa-Naha, Shin-Chitose                                  |
| All Nippon Airways opéré par ANA Wings | Okinawa-Naha                                                |
| Beijing Capital Airlines               | Hangzhou-Xiaoshan                                           |
| China Airlines                         | Taïwan-Taoyuan                                              |
| China Eastern Airlines                 | Hangzhou-Xiaoshan, Ningbo, Shanghai-Pudong, Wenzhou-Longwan |
| Fuji Dream Airlines                    | Fukuoka, Kagoshima, Sapporo-Okadama (en)                    |

Édité le 25/06/2018

## Statistiques
Le graphique qui aurait dû être présenté ici ne peut pas être affiché car il utilise l'ancienne extension Graph, désactivée pour des questions de sécurité. Des indications pour créer un nouveau graphique avec la nouvelle extension Chart sont disponibles ici.

Voir la requête brute et les sources sur Wikidata.